# Banjar (Indie)
Banjar – miasto w północnych Indiach w stanie Himachal Pradesh, w zachodnich Himalajach.
Populacja miasta w 2001 roku wynosiła 1262 mieszkańców.